# Sinecologia
La sinecologia è la scienza che studia gli ecosistemi visti come un tutto unico, la loro dinamica e gli equilibri derivanti dall'interazione delle loro componenti. Studia le relazioni tra gli organismi, le loro interazioni, la loro interdipendenza e la loro coevoluzione nel loro ambiente di vita.
Una suddivisione fondamentale di ogni ecosistema è quella in:
- geocenosi, detta anche geotopo, costituita dalle componenti non viventi (acqua, suolo, aria, eccetera);
- biocenosi, detta anche comunità, comprendente gli organismi presenti.

Gli organismi produttori (sono autotrofi) trasformano materia inorganica in organica. Il processo attualmente più importante al riguardo è la fotosintesi.

Essi introducono nella biocenosi non solo massa ma anche energia chimica (derivante dalla radiazione solare).

I consumatori sono eterotrofi ossia utilizzano come nutrimento altri organismi.
Quelli che si nutrono di produttori, mediante il pascolo, sono detti consumatori primari.
I consumatori che si nutrono di consumatori primari, mediante la predazione, si dicono consumatori secondari.
Analogamente si parla di consumatori terziari e così via.

I resti e le escrezioni di tutti gli organismi vengono utilizzati dai decompositori che li rimineralizzano.
Si noti che tutta la materia "organicata" dai produttori ritorna, prima o poi, inorganica mediante il catabolismo dei produttori, dei consumatori o dei decompositori. Abbiamo quindi un continuo riciclaggio della materia ponderabile attraverso i cicli biogeochimici.
Lo stesso non avviene per l'energia, che si degrada in virtù del Secondo principio della termodinamica.
La Biosfera, infatti, riceve dal Sole energia elettromagnetica principalmente nello spettro visibile e riemette essenzialmente radiazione infrarossa. Quest'ultima ha un minore contenuto di energia libera: infatti, essendo costituita da un numero maggiore di fotoni meno energetici, è più "disordinata" e possiede una maggiore entropia.

## La piramide trofica
La piramide trofica è un modello delle comunità.
Si può rappresentare simbolizzando i produttori e i consumatori di grado via via crescente come gradoni di una piramide, con i decompositori a lato.
Oltre alle relazioni trofiche già discusse, la piramide rappresenta visivamente la diminuzione della biomassa da un livello all'altro.
Tale andamento è dovuto al fatto che la biomassa incorporata in un livello viene in parte consumata per sostenere il metabolismo degli organismi e in parte degradata dai decompositori: solo in parte è disponibile per gli organismi del livello superiore, che tra l'altro la trasformano in loro biomassa con efficienza limitata.
I livelli si restringono "verso l'alto" se si considera la massa degli organismi, ma anche se si considera l'energia incorporata o il numero di individui.
La piramide trofica raggruppa gli organismi in categorie, i livelli trofici, semplificando la realtà. Ad esempio un animale onnivoro come l'Uomo non è esattamente inquadrabile in un livello. I membri di un livello trofico, inoltre, appartengono a molte specie diverse, che interagiscono tra loro in modo complesso.

## La rete ecologica
Un modello più preciso di un ecosistema si ottiene disaggregando le popolazioni che costituiscono i livelli trofici.
Una popolazione è l'insieme degli organismi della stessa specie che vivono in un ecosistema.
Possiamo allora immaginare un ecosistema come una rete i cui nodi rappresentano le popolazioni (e le loro nicchie ecologiche) e i fattori inorganici, mentre le maglie rappresentano i rapporti ecologici (non solo trofici).
La rete ecologica di un ecosistema anche semplicissimo è molto complessa, per l'elevato numero di specie e ancor più di rapporti ecologici.

## Equilibri ecologici
Un ecosistema è in equilibrio se conserva le sue caratteristiche qualitative e quantitative col passare del tempo.
Tale equilibrio presenta, naturalmente, oltre alle fluttuazioni stagionali, fluttuazioni minori da un anno all'altro nella consistenza delle popolazioni.
L'equilibrio ecologico è un equilibrio dinamico, in quanto risultante da processi che si compensano. Anche gli organismi presenti sono in equilibrio dinamico (se non crescono). Le più ovvie cause di ricambio nell'ecosistema sono le nascite e le morti.
Il mantenimento dell'equilibrio ecologico richiede meccanismi di regolazione nell'ecosistema: ciò è garantito da anelli di retroazione negativa.
Per esempio, se un'epidemia riducesse significativamente una popolazione di erbivori, si innescherebbero direttamente due processi:
- si ridurrebbe il pascolo con conseguente aumento della disponibilità di vegetali, che favorirebbe il recupero numerico degli erbivori;
- vi sarebbe un declino dei predatori di tale specie, il che diminuirebbe la pressione predatoria e quindi pure favorirebbe il ritorno alla normale consistenza numerica.

Naturalmente, vi sarebbero anche effetti indiretti su tutto l'ecosistema: proprio la rete ecologica permette di apprezzarli intuitivamente, anche se l'analisi quantitativa richiede una potenza di calcolo tipica degli elaboratori elettronici.
La dinamica di crescita delle popolazioni di esseri viventi viene regolata dalla natura mediante una pressione sui fattori limitanti (resistenza ambientale) che impedisce che una determinata popolazione si sviluppi a tal punto da raggiungere livelli non sostenibili.